# Walla!
Walla! (en hebreu: וואלה!) és un lloc web israelià que té serveis de cerca, notícies i correu electrònic. Walla! és considerat com un dels llocs web més populars del país. En desembre de 2009, el rànquing d'Alexa va informar que la pàgina es trobava en els primers 5 llocs d'Israel segons la quantitat de tràfic registrat. Va ser fundat per Erez Pilosof i Gadi Hadar el 1995 com un servei de guies dels portals d'Internet. El 1998, l'empresa va cotitzar en la Borsa de Tel-Aviv i 2001 es va fusionar amb IOL, que era un lloc web similar mantingut pel grup Haaretz.
Walla! ofereix notícies d'Israel i mundials les 24 hores del dia. La majoria de les notícies que apareixen en Walla! provenen del grup Haaretz, agències de notícies i altres proveïdors de continguts. No obstant això, durant el 2006, Walla! va començar a construir un equip de treball per crear una font de notícies pròpies, produeix notícies i fa cobertures especials.
Walla! produeix contingut original en diversos àmbits noticiosos com a esports, cinema, música, moda, i menjar.
El lloc web ofereix programes i serveis: un cercador, correu electrònic, comerç electrònic, vídeo a la carta i xat. Els principals amos de la companyia són Bezeq i el grup Haaretz.

## Serveis principals
- Walla News - Informació i anàlisi de notícies d'Israel i mundials, 24 hores al dia.
- Walla Mail - Un servei gratuït de correu electrònic amb un espai d'emmagatzematge no limitat.
- Walla Shops - Una tenda en línia.
- Walla Music - Música a la carta, així com dona l'opció d'escoltar estacions de radio en directe.
- Walla Cellular - Descàrregues per a telèfons mòbils.
- Wallapedia - En 2005, Walla! va usar la llicència GFDL, que és la mateixa que posseïa Wikipedia i va copiar tota la base de dades de la Wikipedia en hebreu, Walla! va mostrar els articles sota el títol de Wallapedia. A diferència de Wikipedia, a Wallapedia els usuaris no poden modificar els continguts i no es pot veure l'historial de l'article.